# Psychotria keyensis
Psychotria keyensis är en måreväxtart som beskrevs av Otto Warburg. Psychotria keyensis ingår i släktet Psychotria och familjen måreväxter. Inga underarter finns listade i Catalogue of Life.